# Carindale
Carindale è un sobborgo della città di Brisbane, Australia situato a circa 10 km (6 miglia) ad est del distretto finanziario della città, nello Stato del Queensland.
Ha una popolazione di 15.577 abitanti  ed in totale vi risultano edificate circa 5.500 abitazioni private.

L'area su cui si estende il quartiere era originariamente nota con il nome di Belmont.

Nel 1973 fu aperta al pubblico la Carindale Nursing House, in Foxglove St. e nel 1978 venne accordato ai costruttori il permesso di utilizzare Carindale come nome per il nuovo centro commerciale. Infine nel 1980 il sobborgo di Carindale fu ufficialmente istituito.

Alcune delle infrastrutture degne di nota presenti nel quartiere comprendono il grande centro commerciale Westfield Carindale, il Pacific Golf Club, la Belmont State School, il parco naturalistico Belmont Bushland Reserve, l'ospedale psichiatrico di Belmont, ed il Bulimba Creek che attraversa longitudinalmente l'intero quartiere. L'autostrada Motorway Getaway ne sancisce il confine orientale.

Il sobborgo di Carindale, insieme ad Indooroopilly ad ovest, Chermside a nord e Mount Gravatt sul lato sud viene considerato dai cittadini di Brisbane come un piccolo distretto finanziario.

Nella periferia immediatamente circostante si sviluppano altri piccoli sobborghi come Belmont, Cannon Hill, Carina, Carina Heights, Mackenzie, Mansfield, Mount Gravatt East e Tingalpa. Ci sono innumerevoli mezzi di trasporto pubblici che giornalmente collegano Carindale con il centro.

## Società

### Evoluzione demografica
Nel censimento del 2006, Carindale aveva una popolazione ufficiale residente di 15.135 unità. Il 29,3% degli abitanti del borgo risultano nati all'estero e principalmente da Nuova Zelanda, Sudafrica, Italia, Regno Unito ed Hong Kong. Il 22% ha anche dichiarato di parlare l'inglese come seconda lingua, mentre le lingue straniere più parlate risultano essere greco (4,0%), cantonese (2,8%), italiano (2,2%), mandarino (1,4%), Vietnamita (0,8%). La fascia di età più diffusa nel sobborgo varia dai 20 ai 39 anni, con il 30% dei residenti in questa fascia d'età. La seconda è compresa tra i 40 e 59 anni (27%), da 5 a 19 (21%), 60 + (16%) e da 0 a 4 (7%).

## Geografia antropica

### Urbanistica
L'area di Carindale è principalmente costituita da una popolazione di contesto socio-economico elevato, ciò si può desumere dalla presenza di abitazioni monofamiliari in stile signorile che caratterizzano la quasi totalità del sobborgo. Recentemente però, sono stati approvati alcuni progetti di edilizia residenziale che prevedono la costruzione di piccoli condomini, da realizzare comunque entro il limite massimo di otto piani.